# 성실한 나라의 앨리스
"성실한 나라의 앨리스"는 2015년에 개봉한 대한민국의 영화이다.

## 캐스팅
- 이정현 : 정수남 역
- 이해영 : 규정 역
- 서영화 : 경숙 역
- 명계남 : 도철 역
- 이준혁 : 형석 역
- 배제기 : 조 형사 역
- 이대연 : 계장 역
- 박은영 : 희정 역
- 지대한 : 박 형사 역
- 정영기 : 젊은 의사 역
- 김추월 : 여자주임 역
- 서종철 : 공장인부 역
- 강신구 : 공장인부 역
- 오광록 : 신경외과의사 역 (특별출연)
- 이용녀 : 심리상담녀 역 (특별출연)
- 손범수 : 복어독해설 역 (특별출연)

## 수상
- 2015년 제16회 전주국제영화제 한국경쟁부문 대상
- 2015년 한국영화아카데미 올해의 배우상 경국지색상 - 이정현
- 2015년 제36회 청룡영화상 여우주연상 - 이정현
- 2016년 제7회 올해의 영화상 독립영화상
- 2016년 제3회 들꽃영화상 여우주연상 - 이정현
- 2016년 제52회 백상예술대상 영화부문 시나리오상 - 안국진
- 2016년 제16회 디렉터스 컷 시상식 올해의 독립영화감독상 - 안국진
- 2016년 한국영화아카데미 十歲傳(십세전) 특별공로상 - 이정현